# Marianne-Buggenhagen-Schule
Die Marianne-Buggenhagen-Schule im Ilsenburger Ortsteil Darlingerode ist eine öffentliche Förderschule für Schüler mit dem Förderschwerpunkt körperlich-motorische Entwicklung in Schulträgerschaft des Landkreises Harz.

## Geschichte
Die heutige Förderschule entwickelte sich als „Heilstätte für konservative Orthopädie“ und wurde 1955 offiziell als Schule eröffnet, dem Aufbau einer Polytechnischen Oberschule folgend. 1984–1986 wurden am jetzigen Standort die Schule sowie zwei Internatsgebäude in Plattenbauweise neu errichtet. Das damalige Internat für körperbehinderte Kinder und Jugendliche wurde 1991 ausgegliedert, von der Paritätischen Gesellschaft übernommen und in Folge zu einem Wohnheim für körperbehinderte Menschen umstrukturiert. Im Oktober 2002 erfolgte die Namensnennung „Marianne-Buggenhagen-Schule“ in Anwesenheit der Namensgeberin, der mehrfachen paralympischen Siegerin Marianne Buggenhagen. Eine grundlegende Sanierung und Erweiterung fand 2007–2011 statt. Die Schule ist als überregionales Förderzentrum Harz tätig. Das Einzugs- und Beratungsgebiet umfasst den Landkreis Harz sowie Teile des Landkreises Börde und des Salzlandkreises.

## Angebote und Abschlüsse
In der Schule werden die Schuljahrgänge 1–10 angeboten. Da der Lehrplan für allgemeinbildende Schulen gilt, können alle Abschlüsse der Sekundarstufe I erworben werden. Mit dem erweiterten Realschulabschluss besteht auch die Möglichkeit des Übergangs an ein Gymnasium. Schüler mit dem zusätzlichen Förderschwerpunkt Lernen werden nach Individualplan beschult.
Zusätzlich zum Unterricht werden Angebote unter anderem in den Bereichen der Sprachförderung, der ergotherapeutischen Förderung und der sensorischen Integrationsförderung angeboten. Eine physiotherapeutische Praxis befindet sich im Gebäudekomplex.

## Besonderheiten
Im Bereich Tischtennis waren Mannschaften der Schule mehrfach Landessieger bei Jugend trainiert für Olympia & Paralympics und qualifizierten sich für das Bundesfinale.
Von 2012 bis zu seinem Tod im Jahr 2022 gab es jährliche Kunstprojekte mit dem Wernigeröder Maler Karl Oppermann. Gemeinsame Ausstellungen gab es unter anderem in den Sparkassen und Banken des Landkreises, in der Remise (Wernigerode), im Landtag von Sachsen-Anhalt (Magdeburg, 2017) und in der Vertretung des Landes Sachsen-Anhalt beim Bund (Berlin).
Die Schule hat sich für das Berufswahlsiegel des Landes Sachsen-Anhalt qualifiziert.